# Classe Colombo

La classe Colombo, ou Ultra Fast Attack Craft (UFAC) est une classe de patrouilleurs ultra-rapides srilankais destinée à une variété de missions navales, de missions de patrouille côtière en mer à la guerre littorale à grande vitesse et à haute manœuvre.
Construite par le chantier naval de Colombo au Sri Lanka (Colombo Dockyard (en)), elle est devenue le cheval de bataille de la marine srilankaise contre les bateaux des Tigres de mer des LTTE.

## Historique

### Série I
Les bateaux de la série I ont une longueur de 24 m avec une coque mono et un pont sans vibrations, propulsés par des moteurs principaux MTU Friedrichshafen jumeaux développant chacun 2.200 cv, entraînant des hydrojets Kamewa (en). Cela permet au bateau d'atteindre des vitesses de 45 nœuds et d'avoir une endurance de 500 nm. Il a un équipage de 10 marins. Environ 12 ont été livrés à la marine sri-lankaise .

### Série II
La série II succède au type précédent. Les principales améliorations comprennent l'augmentation des logements pour un équipage de 12 personnes et des améliorations majeures de la superstructure. Comme la série I, environ 12 ont été livrés à la marine sri-lankaise.

### Série III
La série III est le dernier ajout à la classe et a incorporé les exigences de combat actuelles et l'expérience sur le champ de bataille archivée par la marine du Sri Lanka. Ce nouveau type peut atteindre des vitesses supérieures à 53 nœuds, le plus rapide de sa catégorie dans la région, tout en hébergeant les 15 personnes. La série III a été conçue par le chantier naval de Colombo selon la conception israélienne de classe Shaldag Mk II. Le premier lancement de la série III a eu lieu le 27 juillet 1996 et il est allé au-delà des capacités de conception du Shaldag Mk II en le dépassant par la vitesse, la portée et la charge utile.
Le système de propulsion se compose de deux moteurs Diesel MTU 12V 396 TE94 (1.630 kW chacun) entraînant deux hélices à surface articulée, initialement conçus pour les vedettes de compétition. Les entraînements des systèmes de propulsion articulée Arneson Surface Drive-16 fournissent au navire un contrôle de vecteur de poussée similaire de la classe Super Dvora Mk II et du Shaldag Mk II.
Leur système de propulsion à vecteur de poussée permet à la série III de fonctionner dans des eaux peu profondes à des courants d'air de 1,2 mètre, facilitant la livraison de forces d'opérations spéciales sur les côtes ennemies et les missions de secours en cas de catastrophe.

### Navire de surveillance côtière
Les deux navires de surveillance côtière construits pour la Garde côtière des Maldives sont très similaires au navire d' attaque ultra rapide de série III. Il a plus de portée mais à une vitesse inférieure de 40 nœuds et sans armement.

## Armement
Actuellement, tous les bateaux de la classe Colombo ont été conçus pour permettre l'installation de canon stabilisé Typhoon 25-30 mm qui peuvent être asservis à des systèmes électro-optiques à longue portée tous temps, montés sur mât, jour et nuit. En plus de son armement principal, ils transportent des systèmes d'armes supplémentaires tels que le canon de 20 mm Oerlikon à l' arrière, des lance-grenades automatiques, des mitrailleuses légères de 7,62 mm et des mitrailleuses lourdes de 12,7 mm .
Les canonnières de la série III sont livrées avec le Elbit Systems Electro-Optics (ELOP) et le Typhoon GFCS comme son propre système de contrôle des armes. Ces navires utilisent également la recherche de surface: Furano FR 8250 ou Corden Mk 2 comme radar .
À partir de 2006, l'armement principal a été amélioré avec l'ajout de canons automatiques M242 Bushmaster de 25 mm (25x137 mm) 

## Opérateurs
Sri Lanka :
- Marine srilankaise
- Garde côtière du Sri Lanka

 Maldives :
- Garde côtière des Maldives

## Galerie

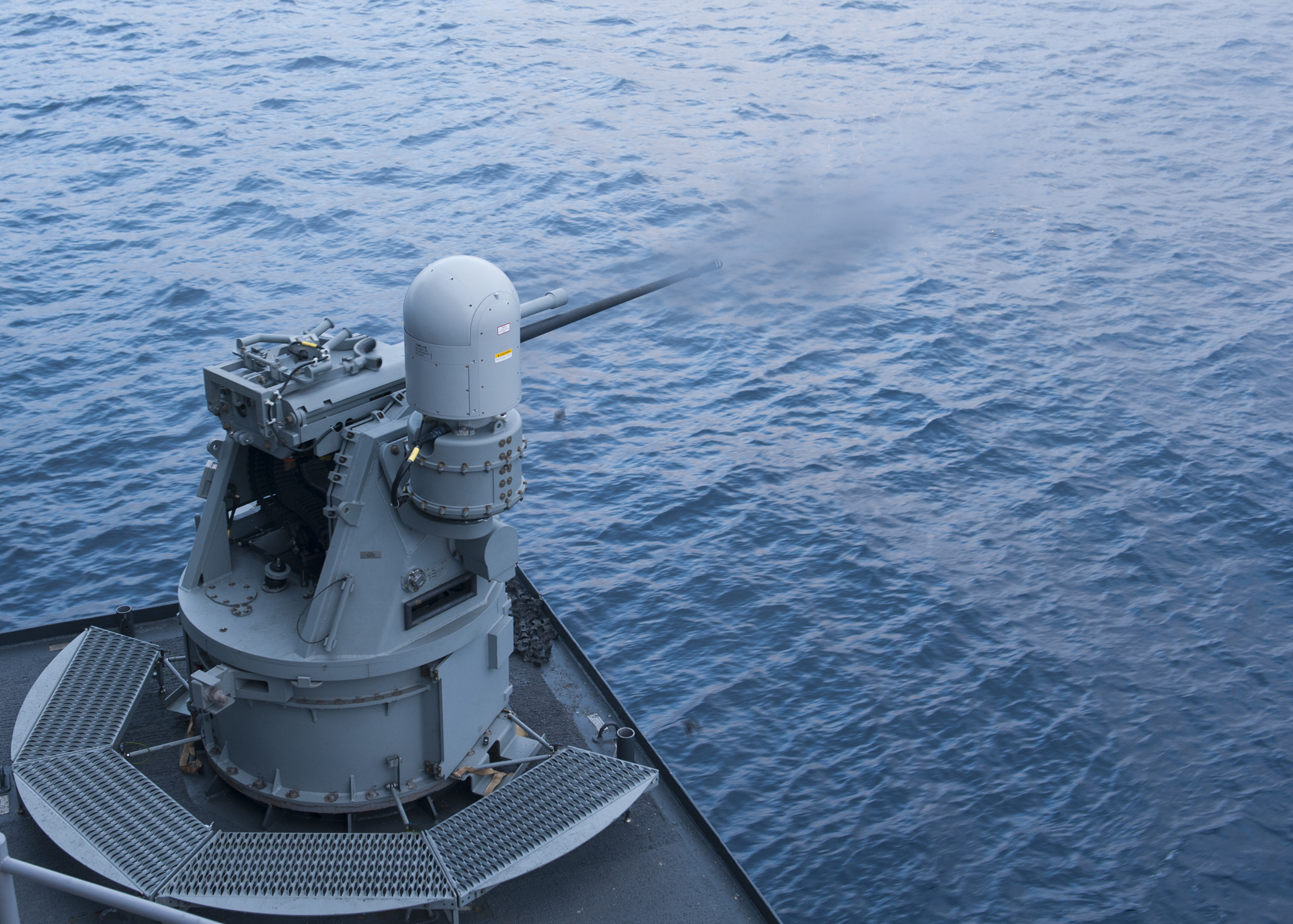
Typhoon de 25 mm
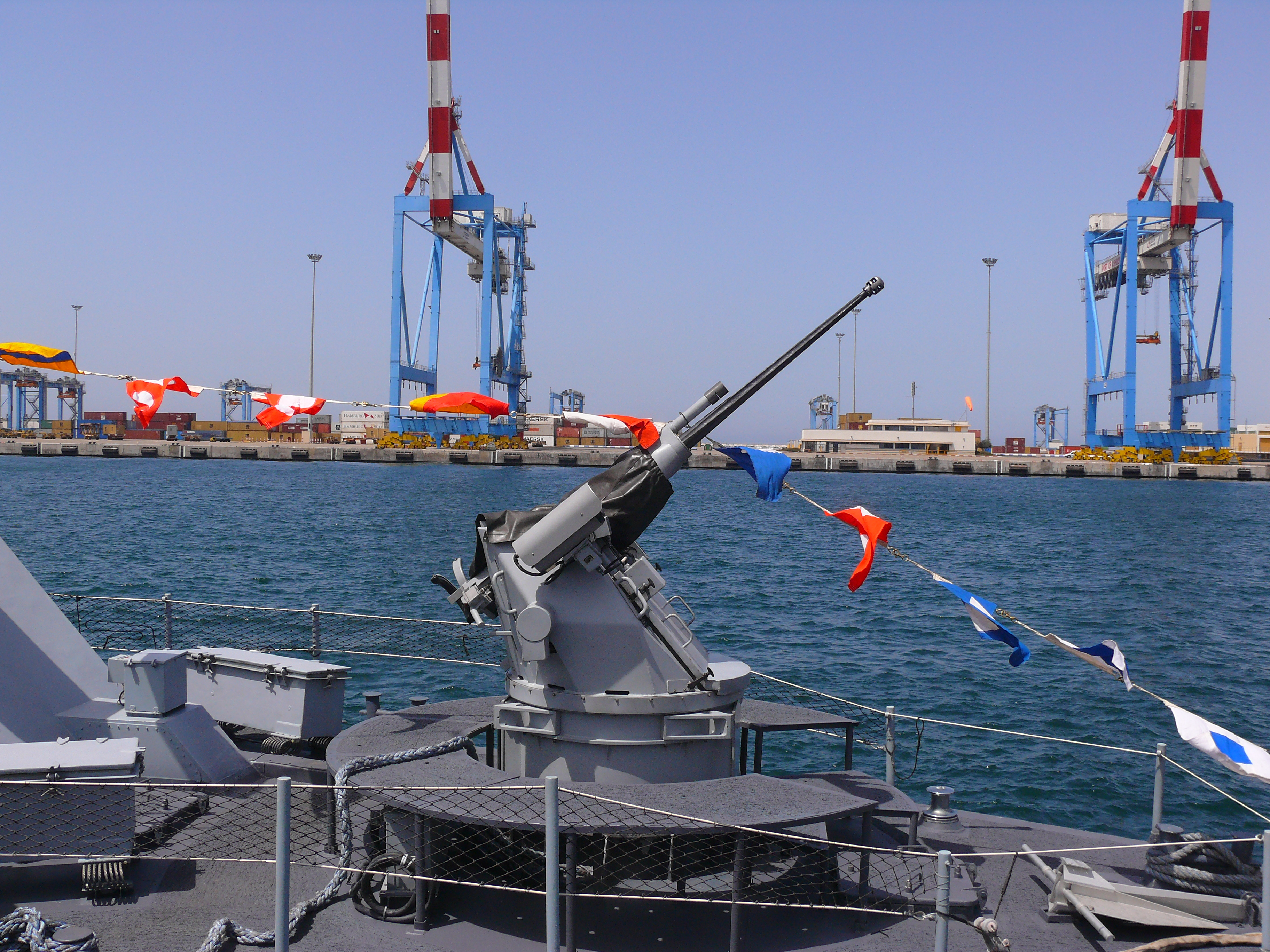
Typhoon sur classe Shaldag